# Ilex ledermannii
Ilex ledermannii är en järneksväxtart som beskrevs av Ludwig Eduard Loesener. Ilex ledermannii ingår i släktet järnekar, och familjen järneksväxter. Inga underarter finns listade i Catalogue of Life.